# Robert Alexander Steger
Robert Alexander Steger (* in Prettau) ist ein italienischer Kommunalpolitiker (SVP). Er ist seit 2010 Bürgermeister der Gemeinde Prettau und seit 2021 Präsident der Bezirksgemeinschaft Pustertal.

## Leben und Ausbildung
Steger stammt aus Prettau. Er studierte Wirtschaft und Management am Management Center Innsbruck (Mag. FH) und absolvierte einen Global Executive MBA an der SDA Bocconi School of Management in Mailand.
Vor seiner politischen Laufbahn war er in der Gemeindeverwaltung Prettau in den Bereichen Bauamt, Rechnungswesen und Steuern tätig. 2008 gehörte er zu den Mitbegründern des Regional Management Pustertal, dessen erster Geschäftsführer er war.

## Politische Laufbahn
Steger wurde 2010 erstmals zum Bürgermeister von Prettau gewählt. Er wurde in den darauffolgenden Jahren mehrfach wiedergewählt, zuletzt am 5. Mai 2025 mit 64,4 % der Stimmen.
Seit 2021 ist Steger Präsident der Bezirksgemeinschaft Pustertal. Unter seiner Leitung wurden Klimapläne für alle 26 Mitgliedsgemeinden verabschiedet und die erste funktionierende Energiegemeinschaft des Pustertals gegründet.

## Öffentliche Positionen
Steger äußerte sich mehrfach zu Projekten im Naturpark Rieserferner-Ahrn. 2023 kritisierte er öffentlich die Ablehnung einer Zufahrtsstraße zur Lahner Alm und sprach von einer „Ökolobby“. 2024 brachte er den Austritt Prettaus aus dem Naturpark als Option ins Spiel, falls keine Einigung erzielt werde.

## Engagement
Im Februar 2025 wurde in Prettau eine First Responder-Gruppe aktiviert, die Steger als Bürgermeister initiiert hatte. Ziel ist die Verbesserung der Notfallversorgung in der abgelegenen Grenzgemeinde.

## Partei und politische Haltung
In einem Interview im Oktober 2023 setzte sich Steger für eine stärkere inhaltliche Erneuerung der Südtiroler Volkspartei (SVP) ein und betonte, die Partei müsse sich wieder stärker an ihren Wurzeln orientieren.

## Weitere Funktionen
Steger ist seit 2011 Vizepräsident des Verwaltungsrats der Selfin GmbH, einer gemeindeeigenen Beteiligungsgesellschaft im Energie- und Telekommunikationsbereich.
Er ist Vizepräsident und Gründungspromotor der Prettau Energie AG sowie Präsident und Ausschussmitglied der Eigenverwaltung Bürgerlicher Nutzungsrechte der Fraktion Prettau.